# أيفي كوكي
أيفي كوكي (بالإنجليزية: Ivy Cooke)‏ هي أستاذة مدرسة جامايكية، ولدت في 27 يونيو 1916، وتوفيت في 5 يونيو 2017.